# Xanthorhoe amblychroa
Xanthorhoe amblychroa là một loài bướm đêm trong họ Geometridae.